# Ізабелла Французька, королева Іспанії
Ізабелла Бурбонська (фр. Élisabeth de Bourbon; 22 листопада 1602, Фонтенбло — 6 жовтня 1644, Мадрид) — французька принцеса, старша дочка короля Генріха IV і Марії Медичі. Перша дружина Філіпа IV Іспанського, королева Іспанії та Португалії.
8 жовтня 1615 року в Бордо Ізабелла була видана в шлюб з королем Іспанії Філіпом IV. За роки шлюбу вона народила 8 дітей, з яких тільки наймолодша дочка Марія Терезія досягла повноліття і стала згодом дружиною французького короля Людовика XIV.

## Діти
Чоловік — Філіпп IV Великий, король Іспанії та Португалії
Діти:
- Марія Маргарита (14 серпня 1621 — 15 серпня 1621)
- Маргарита Марія Каталіна (25 листопада 1623 — 22 грудня 1623)
- Марія Еухенія (21 листопада 1625 — 21 липня 1627)
- Ісабель Марія Тереса (31 жовтня 1627 — 1 листопада 1627)
- Бальтазар Карлос (17 жовтня 1629 — 9 березня 1646)
- Франсиско Фернандо (12 березня 1634 — 12 березня 1634)
- Марія Ана Антонія (17 січня 1636 — 5 грудня 1636)
- Марія Терезія (10 вересня 1638 — 30 липня 1683) — королева Франції, дружина Людовика XIV.